# Aleksej Araktjejev
Aleksej Andrejevitj Araktjejev, född den 23 september (g.s.) / 4 oktober (n.s.) 1769, död den 21 april (g.s.) / 3 maj (n.s.) 1834, var en rysk greve och general.

## Biografi
Araktjejev fick av storfursten Paul i uppgift att organisera artilleriet vid den lilla
armé som storfursten fick hålla vid sitt residens i Gattjina. Efter att Paul 1796 bestigit tronen som tsar Paul I blev Araktjejev kommendant i S:t Petersburg från 1796. Hans stränghet ledde dock till klagomål och han avskedades 1798 från posten, med generallöjtnants grad. 1799 utnämndes han till militärguvernör i S:t Petersburg.
Under tsar Alexander I var han krigsminister 1808-1810, artillerigeneral 1807 och 1810 medlem av riksrådet.  Efter Michail Speranskijs fick lämna sin inflytelserika position 1812 fick Arkatjejev ett växande inflytande över tsaren. För att genomföra besparingar och samtidigt utöka jordbruket till dittills icke uppodlade områden anlade han flera militärkolonier. Alexander I tycks ha fått det första uppslaget till militärkolonierna under finska kriget, från det svenska indelningsverket. Efter ett första försök 1810 återupptogs Arkatjejev planer 1816 och sattes i verket med kraft och med skoningslös brutalitet. Under de närmaste åren grundades i olika guvernement kolonier av bönder och soldater, som skulle leda till en minskad rekryteringsbörda och minskade kostnader för militärväsendet. Stora oroligheter visade i stället på ett stort missnöje hos befolkningen. Araktjejev, som blev avskydd av både soldater och bönder, avskedades efter Alexanders död år 1825.

### Källförteckning
- Araktjejev, Aleksej Andrejevitj i Nordisk familjebok (andra upplagan, 1904)
- Svensk uppslagsbok, Lund 1929
- Аммон Ф. Г. В фаворе у кесаря: Александр I и Аракчеев